# Namrutua ningpoensis
Namrutua ningpoensis is een slakkensoort uit de familie van de Semisulcospiridae. De wetenschappelijke naam van de soort werd voor het eerst geldig gepubliceerd in 1856 door Lea als Melania ningpoensis.